# Podul Svatopluk Čech

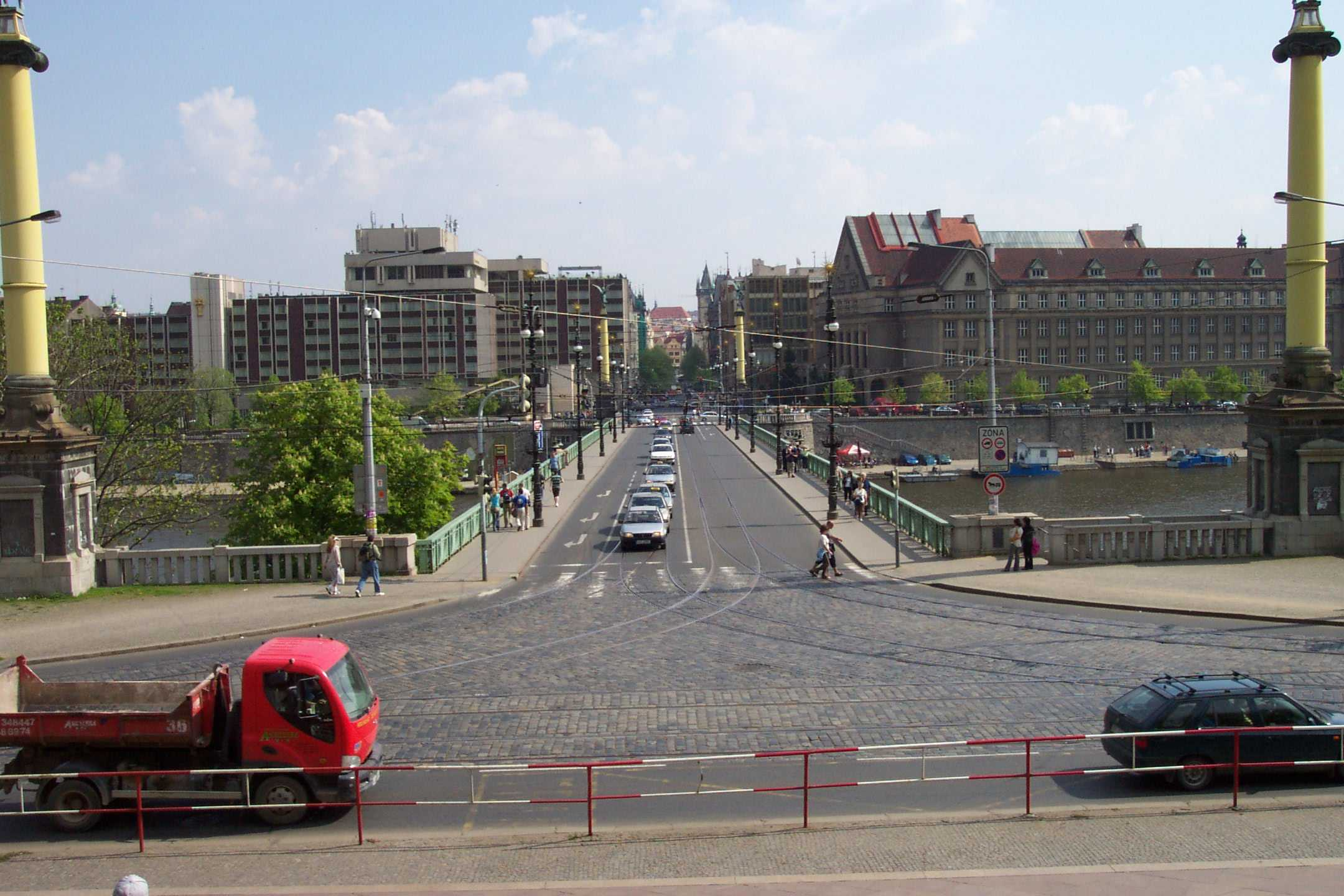
Podul Svatopluk Čech din Praga, văzut de pe dealul Letná

Podul Svatopluk Čech sau Podul Čech (în cehă Čechův most) este un pod în arc care traversează râul Vltava (Moldau) la Praga. El unește Piața Curie din Orașul Vechi (Staré Město) (aflat pe malul drept) cu dealul Letná din districtul Holešovice (aflat pe malul stâng). Este al unsprezecelea pod de pe Vltava din Praga, numerotat înspre aval, și cel mai scurt dintre podurile orașului.
A fost construit în perioada 1905-1908 și are o lungime de 169 m și o lățime de 16 m. El este singurul pod în stil Art Nouveau din Republica Cehă și este inclus în lista monumentelor tehnice protejate de stat (chráněná technická památka). Podul Svatopluk Čech este utilizat de automobile, tramvaie și pietoni.

## Istoric
A fost construit între anii 1905 și 1908 și astăzi este singurul pod în arc din oțel din Praga. Proiectul de construcție a fost elaborat de ing. Jiří Soukup, Václav Trča și František Mencl și de arhitectul Jan Koula. Potrivit planurilor inițiale, el urma să facă parte dintr-o soluție generoasă de transport: Můstek – Piața Orașului Vechi (Staroměstské náměstí) – Strada Pařížská (Pařížská třída) – tunelul pe sub dealul Letná.
Râul Vltava este îngust în aceste locuri, iar debitul rapid limitează numărul de piloni. Acest lucru are ca rezultat o planeitate considerabilă. Podul are o înclinație în creștere de 2%, iar deschiderea arcurilor de pe malul drept crește (47,8 + 53,1 + 59,2 m). Din aceste motive, fiecare din cele 24 de zăbrele ale arcelor este altfel dimensionat. Lățimea podului este de 16 m (din care partea carosabilă are 10 m).
Principalul canal colector al orașului trece chiar pe sub pod. Stâlpii din beton cu armături rigide din bare de fier profilat se sprijină pe chesoane. Construcția pilonilor a fost finalizată în mod oficial prin așezarea ultimei pietre de către împăratul Franz Josef I în ziua de 17 aprilie 1907. Trotuarele au fost pavate cu un mozaic în trei culori, cu figuri de șah și pești. Pe șosea au fost amplasate plăci groase de 13 cm dintr-un lemn de esență tare originar din Australia numit Jarrah. Podul a fost deschis circulației publice pe 6 iunie 1908.
Podul a fost numit după scriitorul ceh recent decedat Svatopluk Čech (1846-1908); deschiderea sa a devenit o sărbătoare a națiunii cehe. În timpul ocupației Cehiei de către naziști, numele podului a fost schimbat; el a purtat în perioada 1940-1945 numele Podul Mendel („Mendelův most”), după omul de știință austriac Gregor Mendel.
Au fost realizate în cursul timpului mai multe renovări și reconstrucții ale podului în scop de consolidare, dar și pentru repararea elementelor artistice deteriorate. În perioada 1953-1956 a avut loc lucrări de refacere de mai mică amploare, iar în 1961 s-a înlocuit pavajul din lemn, care devenea foarte alunecos în perioada ploilor. Podul Svatopluk Čech a suferit o reconstrucție majoră în perioada 1971-1975, apoi în anii 1984-1987 au fost reparate sculpturile și s-au efectuat iarăși lucrări de renovare de amploare mai mică în perioada 2000-2001.

## Decorațiuni artistice

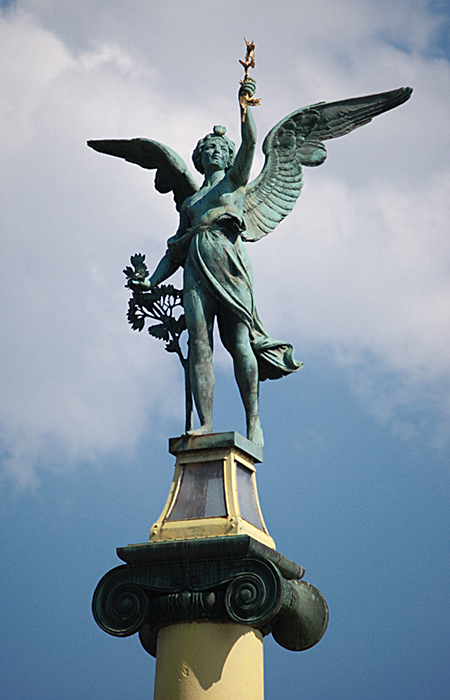
Statuie de bronz

Decorațiunile podului sunt remarcabile atât în ceea ce privește tematica, cât și calitatea execuției.
Cele patru statui din bronz realizate de sculptorul Antonín Popp sunt amplasate pe felinare din fier cu sticlă, aflate deasupra unor coloane la înălțimea de 17,5 m. Statuile propriu-zise au o înălțime mai mare de 3 m și conțin ramuri aurite. Pe partea din amonte a pilonilor se află statui de bronz ale unor purtătoare de torțe (realizate de L. Herzl și Karel Opatrný), în timp ce pe partea din aval sunt hidre din bronz cu șase capete și blazonul orașului Praga (Luděk Wurzl). Pilonii au fost decorați cu plăci din bronz și granit. Marginile arcelor de pod au iluminate pentru ocazii festive cu două sute de becuri în lămpi de sticlă echipate cu arzătoare cu gaz. Cei doisprezece stâlpi de iluminat au fost decorați cu capete de berbeci, figuri de spadasini, sacagii etc. Sunt de remarcat decorațiunile din fier forjat ale arcelor și balustradelor.

## Numele podului
- 1908–1940: Most Svatopluka Čecha (Svatopluk Čech)
- 1940–1945: Mendelův most (Johann Gregor Mendel)
- din 1945: Čechův most

## Imagini

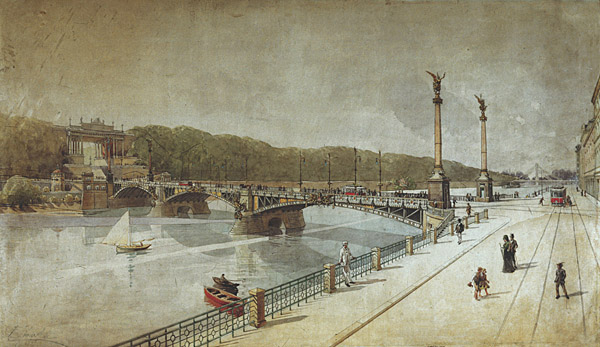
Jan Koula - Propunere de tunel pe sub dealul Letná (1906-1909)
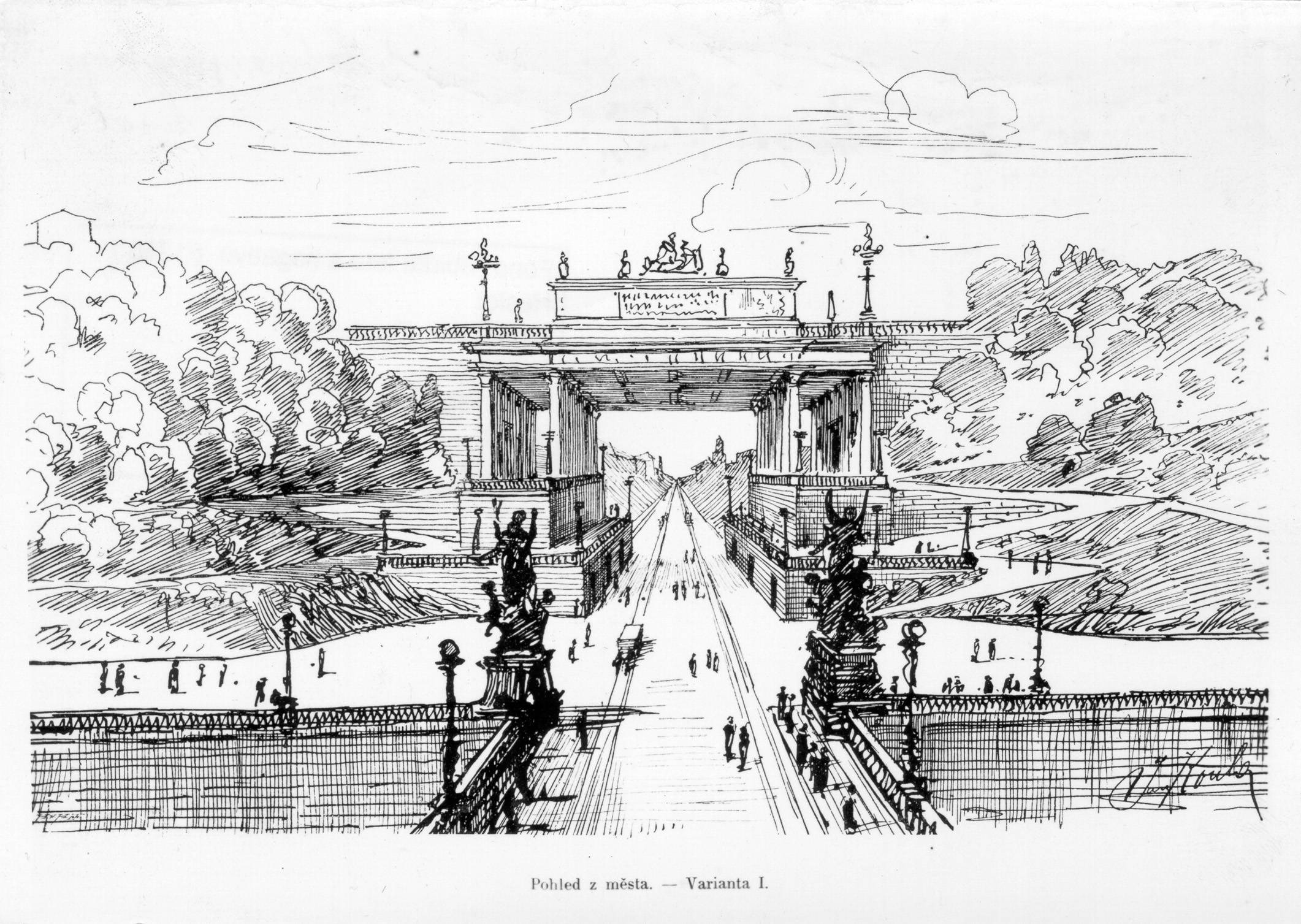
Jan Koula - Propunere de tunel pe sub dealul Letná